# Hollywood Boulevard (film, 1936)
Pour les articles homonymes, voir Hollywood Boulevard (film).
Hollywood Boulevard est un film américain réalisé par Robert Florey, sorti en 1936.

## Fiche technique
Source principale de la fiche technique
- Titre original : Hollywood Boulevard
- Réalisation : Robert Florey
- Scénario : Marguerite Roberts, d'après une histoire de Faith Thomas
- Photographie : George T. Clemens et Karl Struss
- Montage : Harvey Johnston et William Shea
- Musique : Gregory Stone
- Son :
- Décors :
- Costumes :
- Direction artistique : Hans Dreier et A. Earl Hedrick
- Production : A. M. Botsford
- Société de production : Paramount Pictures
- Distribution :
  -  États-Unis : Paramount Pictures
  -  France :
- Budget :
- Pays d'origine :  États-Unis
- Format : Noir et blanc - Son : Monophonique (Western Electric Noiseless Recording) - 1,37:1 - Format 35 mm
- Genre : Drame
- Durée : 75 minutes (2.056 mètres)
- Date de sortie : 
  - États-Unis : 21 août 1936

## Distribution
Source principale de la distribution
| - John Halliday : John Blakeford - Marsha Hunt : Patricia Blakeford - Robert Cummings : Jay Wallace - C. Henry Gordon : Jordan Winslow - Esther Ralston : Flora Moore - Esther Dale : Martha - Frieda Inescort : Alice Winslow - Albert Conti : Dr Sanford - Thomas E. Jackson : Detective - Oscar Apfel : Dr Inslow - Purnell Pratt : M. Steinman - Jane Novak : Mme Steinman - Irving Bacon : Gus - Richard Powell : Pete Moran - Rita La Roy : Nella - Betty Compson : Betty - Roy D'Arcy : Le cheik - Edmund Burns : Le patron du Pago Pago - Harold Lloyd : apparition en caméo - Alice Lake : figuration |

## Autour du film
- Il s'agit du remake du film The Life and Death of 9413: a Hollywood Extra réalisé par Robert Florey et Slavko Vorkapich (1928)